# Nodame Cantabile
Nodame Cantabile (jap. のだめカンタービレ, Nodame Kantābire) (ital. „Cantabile“, bedeutet in der Musik „singbar“ oder „liedhaft“) ist eine Manga-Serie der japanischen Zeichnerin Tomoko Ninomiya, die von 2001 bis 2009 im Manga-Magazin Kiss sowie in insgesamt 23 Sammelbänden veröffentlicht wurde. Die Manga-Serie wurde unter anderem auch als Dorama, als zwei Realfilme und als drei Anime-Fernsehserien umgesetzt und wird durch den Spin-off Nodame Cantabile encore opera hen fortgesetzt. Der mehrfach preisgekrönte Manga ist der kommerziell erfolgreichste Manga aller Zeiten, der für erwachsene Frauen gezeichnet wurde, also der Josei-Gattung zuzuordnen ist.
Der Manga handelt von der Geschichte der ungewöhnlichen Pianistin Megumi Noda (Nodame) und dem aufsteigenden Dirigenten Shin’ichi Chiaki.

## Handlung
In seiner Kindheit reiste Shin’ichi Chiaki mit seinem Vater, einem weltbekannten Pianisten, und seiner Mutter durch Europa und lernte so die klassische Musik kennen und lieben. Der Dirigent Sebastiano Viera kümmerte sich oft um ihn und wurde zu seinem Vorbild. Mit einundzwanzig Jahren studiert er an der Momogaoka-Musikhochschule. Seine Angst vor Flugzeugen und vor dem Meer halten ihn davon ab, im Ausland zu studieren. Obwohl er sich an der Hochschule dem Klavierspielen verschrieben hat und als einer der besten Studenten gilt, ist sein eigentlicher Traum, Dirigent und Komponist zu werden. Shin’ichi ist arrogant und sieht die meisten anderen Studenten als Nichtskönner an.
Megumi Noda, oft „Nodame“ genannt, studiert ebenfalls Klavier an der Momogaoka-Musikhochschule und hat ihre Wohnung neben der von Shin’ichi. Sie ist zwar auch talentiert, aber nicht gut im Notenlesen; sie spielt vor allem durch ihr Gehör – letzteres ist dafür außerordentlich ausgeprägt. Megumi wird als Chaotin dargestellt, dabei besitzt sie zahlreiche ernsthafte Symptome des Messie-Syndroms – ihre Wohnung erliegt dem Chaos und ist voller Müll. Megumi selbst vernachlässigt sogar ihre Körperpflege. Sie steht hiermit im extremen Kontrast zu Shin’ichi, welcher eine perfektionistische, ordentliche Natur pflegt.
Als Shin’ichi sich mit seinem Klavierlehrer an der Hochschule zerstreitet, erhält er einen anderen, dem nachgesagt wird, er nehme nur die aufsässigen Studenten. Megumi, die bei demselben Lehrer ist, und er erhalten daraufhin oft gemeinsame Stunden und sollen gemeinsam Stücke einstudieren. Megumi verliebt sich in Shin’ichi.
Durch einen Zufall lernt Megumi den berühmten deutschen Dirigenten Franz von Stresemann kennen, der das Talent von Megumi sofort erkennt. Er stellt sich ihr als Milch Holstein vor und auf Grund der Tatsache, dass Nodame denkt, dies sei ein echter Name, nennt sie ihn Milchi. Es stellt sich heraus, dass Stresemann ein alter Bekannter der Direktorin der Hochschule ist und so eine Gastprofessur an der Hochschule erhält, dort leitet er das Schulorchester und unterrichtet Chiaki.
Chiaki wird an seinem großen Traum, ein Weltdirigent zu werden, durch seine Angst vor Flugzeugen und vor dem Meer gehindert. Nodame hilft ihm, diese Angst zu überwinden. Aber auch Chiaki unterstützt Nodame und spornt sie dazu an, sich ernsthafter mit dem Klavierspielen auseinanderzusetzen. Gemeinsam reisen sie nach Europa. In Paris studiert Nodame Klavier, während Chiaki sich einen Ruf als Dirigent sichert, dabei unter anderem das renommierte Roux-Marlet-Orchester leitet.

## Veröffentlichungen
Nodame Cantabile erschien in Japan von Juli 2001 bis Oktober 2009 in Einzelkapiteln im Manga-Magazin Kiss. Der Kōdansha-Verlag brachte die 136 im Kiss veröffentlichten Einzelkapitel auch in insgesamt 23 Sammelbänden heraus.
Der Manga wird auch in Nordamerika, Thailand, Indonesien und Taiwan veröffentlicht. Del Rey Manga verlegt die englischsprachige Ausgabe in den USA und Kanada.
Ninomiya musste ihre Arbeit am Manga mehrmals unterbrechen. Im Oktober 2008 zog sie sich zurück um ihr Kind auf die Welt zu bringen, im folgenden Monat berichtete sie in ihrem Blog, dass sie am Karpaltunnelsyndrom leidet, welches unter anderem ihre Hand taub werden lässt. Nach ihrer Genesung nahm sie im März 2009 ihre Arbeit am Manga wieder auf, musste sie aber im Juni wegen einer Appendizitis erneut für einen Monat einstellen.
Nach Ankündigung auf dem Blog der Autorin und im Kiss-Magazins endete der Manga 2009 in der 20. Ausgabe des Magazins, die am 10. Oktober 2009 erschienen ist.
Ein Spin-off, Nodame Cantabile encore opera hen, wurde in der am 10. Dezember 2009 erschienen 24. Ausgabe des Magazins begonnen.

## Erfolg und Auszeichnungen
Die ersten sechzehn Sammelbände verkauften sich in Japan bis Dezember 2006 ungefähr fünfzehn Millionen Mal, bis Februar 2007 über achtzehn Millionen Mal und bis April desselben Jahres über 22 Millionen Mal. Die ersten 22 Sammelbände des Mangas verkauften sich bis September 2009 etwa 30 Millionen Mal.
2004 erhielt der Manga den Kodansha-Manga-Preis in der Kategorie Shōjo. Für den Osamu-Tezuka-Kulturpreis war er zweimal, 2005 und 2006, nominiert, wurde aber beide Male nicht ausgezeichnet.

## Adaptionen

### Dorama
Von Oktober bis Dezember 2006 wurde auf dem japanischen Fernsehsender Fuji TV ein Dorama, eine Realfernsehserie, auf Basis des Mangas ausgestrahlt. Das Dorama umfasst elf Folgen und entstand unter der Regie Hideki Takeuchis und Yasuhiro Kawamuras. Im Januar 2008 wurde ein fast vierstündiges Special über Nodames und Chiakis Zeit in Paris und Prag gezeigt, das an zwei aufeinanderfolgenden Abenden auf Fuji TV ausgestrahlt wurde.
Ein Album mit für die Fernsehserie komponierter klassischer Musik, Nodame Cantabile LIVE!, verkaufte sich in seiner ersten Woche 53.000 mal und landete auf Platz sieben der Oricon-Charts, womit der Rekord für das höchstplatzierte klassische Musikalbum gebrochen wurde. Das Dorama erhielt die von der Zeitschrift The Television vergebenen Drama Academy Awards in den Kategorien Bestes Drama, Beste Darstellerin (Juri Ueno), Beste Regie, Beste Musik und Bestes Titellied. Bei den Seoul International Drama Awards 2007 erhielt das Dorama fünf Nominierungen und wurde in den Kategorien Beste Miniserie, Beste Regie (Hideki Takeuchi) und Beste Musik ausgezeichnet.
In der Kantō-Region erhielt die Serie bei ihrer Erstausstrahlung einen Marktanteil von bis zu 21 %.

#### Besetzung
| Rolle                | Schauspieler/in    |
| -------------------- | ------------------ |
| Megumi Noda          | Juri Ueno          |
| Shin’ichi Chiaki     | Hiroshi Tamaki     |
| Ryūtarō Mine         | Eita               |
| Masumi Okuyama       | Koide Keisuke      |
| Sakura Saku          | Saeko              |
| Franz von Stresemann | Naoto Takenaka     |
| Kiyora Miki          | Asami Mizukawa     |
| Yasunori Kuroki      | Seiji Fukushi      |
| Saiko Tagaya         | Misa Uehara        |
| Kōzō Etō             | Kosuke Toyohara    |
| Hajime Tanioka       | Masahiko Nishimura |

### Realfilme
Als Fortsetzung zum Dorama und dem Special wurden im Magazin Kiss zwei Realfilme angekündigt. Der erste Film, Nodame Cantabile: Saishū Gakushō Zempen (のだめカンタービレ 最終楽章 前編), kam am 19. Dezember 2009 in die japanischen Kinos und erreichte den zweiten Platz auf der wöchentlichen Liste der erfolgreichsten Filme von Kogyo Tsushinsha. Der Film wurde auch in Hong Kong, Macao und Singapur gezeigt. Der Start des zweiten Films Nodame Cantabile: Saishū Gakushō Kōhen (のだめカンタービレ 最終楽章 後編) war am 17. April 2010 in 410 Kinos. Bei Kogyo Tsushinsha wurde der dritte Platz erreicht.

### Anime
J.C.Staff produzierte eine Anime-Fernsehserie auf Basis der Manga-Reihe. Die zunächst 23 Folgen umfassende Serie wurde vom 11. Januar bis zum 28. Juni 2007 auf Fuji TV als Teil der Reihe noitaminA ausgestrahlt. Regie führte Ken’ichi Kasai, das Charakterdesign entwarf Hidekazu Shimamura und die künstlerische Leitung hatte Shichirō Kobayashi inne. Eine zweite Staffel wurde vom 9. Oktober bis zum 18. Dezember 2008 unter dem Namen Nodame Cantabile: Paris-hen (のだめカンタービレ 巴里編, Nodame Kantābire: Pari-hen, dt. etwa: „Nodame Cantabile: Paris-Kapitel“) von Fuji TV ausgestrahlt. Regie führte diesmal Chiaki Kon. Des Weiteren wurde im Magazin Animage eine dritte Anime-Staffel angekündigt, die zunächst im Herbst 2009 ausgestrahlt werden sollte, jedoch auf Januar 2010 verschoben wurde. Die dritte Staffel mit dem Titel Nodame Cantabile: Finale (のだめカンタービレ フィナーレ) bildet den Abschluss der Animereihe.
Der Anime wurde ins Russische und Koreanische übersetzt.

#### Synchronisation
| Rolle                | japanischer Sprecher (Seiyū) |
| -------------------- | ---------------------------- |
| Megumi Noda          | Ayako Kawasumi               |
| Shin’ichi Chiaki     | Tomokazu Seki                |
| Ryūtarō Mine         | Shinji Kawada                |
| Masumi Okuyama       | Yoshinori Fujita             |
| Sakura Saku          | Mamiko Noto                  |
| Franz von Stresemann | Shinji Ogawa                 |
| Kiyora Miki          | Sanae Kobayashi              |
| Yasunori Kuroki      | Masaya Matsukaze             |
| Saiko Tagaya         | Hitomi Nabatame              |
| Kōzō Etō             | Kazuya Nakai                 |
| Hajime Tanioka       | Mitsuru Ogata                |

In weiteren Rollen sind u. a. Akira Ishida, Hiroshi Kamiya, Hiroyuki Yoshino, Jun’ichi Suwabe, Keiji Fujiwara und Toshiyuki Morikawa zu hören.

#### Musik
Die Musik der Serie komponierte Suguru Matsutani. Das Titellied Allegro Cantabile stammt von SUEMITSU & THE SUEMITH. Als Abspannlieder wurden bis Episode 12 Konna ni Chikaku de… von Crystal Kay, ab Episode 13 Sagittarius von SUEMITSU & THE SUEMITH und für die letzte Episode das Titellied verwendet.
Sky High, der Vorspanntitel der zweiten Staffel, stammt von The Gospellers, das Abspannlied Tōkyō et Paris (東京 et 巴里) von Emiri Miyamoto x solita.

### K-Drama
2014 produzierte der südkoreanische Fernsehsender KBS die Serie Naeil-do Cantabile (내일도 칸타빌레), die auf dem Manga basiert. Die Hauptrollen spielen Shim Eun-kyeong und Joo Won.